# Gynochthodes philippinensis
Gynochthodes philippinensis är en måreväxtart som först beskrevs av Adolph Daniel Edward Elmer, och fick sitt nu gällande namn av Elmer Drew Merrill. Gynochthodes philippinensis ingår i släktet Gynochthodes och familjen måreväxter.
Artens utbredningsområde är Filippinerna. Inga underarter finns listade i Catalogue of Life.